# Клеон (Приморска Сена)
Клеон (фр. Cléon) насеље је и општина у северној Француској у региону Горња Нормандија, у департману Приморска Сена која припада префектури Руан.
По подацима из 2011. године у општини је живело 5452 становника, а густина насељености је износила 842,66 становника/km². Општина се простире на површини од 6,47 km². Налази се на средњој надморској висини од 10 метара (максималној 37 m, а минималној 2 m).

## Демографија
| 1962. | 1968. | 1975. | 1982. | 1990. | 1999. | 2011. |
| ----- | ----- | ----- | ----- | ----- | ----- | ----- |
| 1.336 | 1.938 | 3.157 | 5.089 | 5.870 | 6.042 | 5.452 |

График промене броја становника у току последњих година